# Liste der Nummer-eins-Hits in Deutschland (1959)
Diese Liste enthält alle Nummer-eins-Hits in Deutschland im Jahr 1959. Es gab in diesem Jahr acht Nummer-eins-Singles.
Bis zum Mai 1959 wurden die Charts von der Zeitschrift „Der Automatenmarkt“ zusammengestellt, die im Wesentlichen den Einsatz von Musiktiteln an öffentlichen Musikboxen auswertete. Ab Juni 1959 veröffentlichte die Zeitschrift „Musikmarkt“ sowohl die Automaten-Charts, die Verkaufscharts sowie eine Liste der bestverkauften Notenblätter, der meistgespielten Rundfunkstücke und der von Musikkapellen am häufigsten gespielten Lieder. Die „Deutsche Hitparade“ fasste mit ihren 20 Rängen die Ergebnisse der Einzellisten zusammen und erhob Gültigkeit für die Bundesrepublik Deutschland, West-Berlin und Österreich.
Siehe auch: Liste der Automatenmarkt-Chartsongs (1959) und Liste der Musikmarkt-Chartsongs (1959)
| Singles |
| --- |
| - Billy Vaughn & Orchestra: La Paloma - 3 Monate (1. November 1958 – 31. Januar 1959) - Nilsen Brothers – Tom Dooley - 1 Monat (1. Februar – 28. Februar) - Kingston Trio – Tom Dooley - 1 Monat (1. März – 31. März) - Freddy – Die Gitarre und das Meer - 4 Monate (1. April – 31. Juli) - Dalida – Am Tag, als der Regen kam - 2 Monate (1. August – 30. September) - Bill Ramsey – Souvenirs - 1 Monat (1. Oktober – 31. Oktober) - Freddy – Unter fremden Sternen - 1 Monat (1. November – 30. November) - Rocco Granata / Will Brandes: Marina - 3 Monate (1. Dezember 1959 – 28. Februar 1960) |

## Jahreshitparade
1. Freddy Quinn: Die Gitarre und das Meer
2. Nilsen Brothers: Tom Dooley
3. Peter Kraus: Sugar Baby
4. Gitta Lind & Christa Williams: My Happiness
5. Chris Barber’s Jazz Band: Petite fleur
6. Dalida: Am Tag, als der Regen kam
7. Caterina Valente: Tschau, tschau, Bambina
8. Chris Howland: Das hab’ ich in Paris gelernt
9. Peter Kraus: Kitty Cat
10. Rocco Granata: Marina